# Fred Willard
Frederick Charles Willard (Shaker Heights, 18 september 1933 – Los Angeles, 15 mei 2020) was een Amerikaans acteur en komiek. 

## Loopbaan
Willard debuteerde in 1966 als acteur toen hij mocht opdraven in eenmalige gastrolletjes in de komedieseries Hey, Landlord en Pistols 'n' Petticoats. Een jaar later maakte hij zijn filmdebuut als sportcoach op een middelbare school in Teenage Mother. Sindsdien was Willard te zien in meer dan 200 verschillende film- en televisieproducties.
Hij werd voor zijn gastrol als Hank MacDougall in de komedieserie Everybody Loves Raymond in zowel 2003, 2004 als 2005 genomineerd voor een Emmy Award. Voor zijn bijrol in de filmkomedie Best in Show (2000) won hij daadwerkelijk een American Comedy Award. Meest recentelijk was hij te zien als Frank Dunphy in Modern Family, waarin hij de vader van Phil Dunphy speelde. In het elfde en laatste seizoen (uitgezonden in 2020) overleed Frank.
Willard trouwde in 1968 en kreeg een jaar later een dochter. Zij maakte Willard in 1997 voor het eerst grootvader. Zijn echtgenote stierf in 2018. Willard overleed in 2020 op 86-jarige leeftijd. Hij is begraven op het beroemde Forest Lawn Memorial Park in Hollywood Hills.

## Filmografie
*Exclusief televisiefilms
| - Fifty Shades of Black (2016) - The Night Before (2015) - Russell Madness (2015) - How to Become an Outlaw (2014) - All Stars (2014) - The Yank (2014) - The Birder (2013) - Dealin' with Idiots (2013) - Max Rose (2013) - The Magic of Belle Isle (2012) - Accidentally in Love (2011) - Scout's Honor (2009) - Versailles (2009) - Imps* (2009) - Harold (2008) - WALL•E (2008) - I'll Believe You (2007) - I Could Never Be Your Woman (2007) - Fighting Words (2007) - Epic Movie (2007) - Holidaze: The Christmas That Almost Didn't Happen (2006) - For Your Consideration (2006) - Ira & Abby (2006) - Monster House (2006, stem) - Church Ball (2006) - Date Movie (2006) - Love Wrecked (2005) - Chicken Little (2005, stem) - Wake Up, Ron Burgundy: The Lost Movie (2004) - The Nutcracker and the Mouseking (2004) - Anchorman: The Legend of Ron Burgundy (2004) - Harold & Kumar Go to White Castle (2004) - 50 Ways to Leave Your Lover (2004) - Killer Diller (2004) - Sesame Street: Happy Healthy Monsters (2004) - Nobody Knows Anything! (2003) - American Wedding (2003) - A Mighty Wind (2003) - Teddy Bears' Picnic (2002) - The Year That Trembled (2002) - How High (2001) - The Wedding Planner (2001) | - Best in Show (2000) - Chump Change (2000) - Dropping Out (2000) - Austin Powers: The Spy Who Shagged Me (1999) - Idle Hands (1999) - Can't Stop Dancing (1999) - Permanent Midnight (1998) - Elvis Is Alive! I Swear I Saw Him Eating Ding Dongs Outside the Piggly Wiggly's (1998) - Breast Men (1997) - Waiting for Guffman (1996) - Prehysteria! 3 (1995) - High Strung (1991) - Portrait of a White Marriage (1988) - Ray's Male Heterosexual Dance Hall (1987) - Roxanne (1987) - Moving Violations (1985) - This Is Spinal Tap (1984) - National Lampoon's Movie Madness (1982) - First Family (1980) - How to Beat the High Co$t of Living (1980) - Americathon (1979) - Cracking Up (1977) - Fun with Dick and Jane (1977) - Silver Streak (1976) - Chesty Anderson, USN (1976) - Hustle (1975) - Harrad Summer (1974) - The Harrad Experiment (1973) - Jenny (1970) - Model Shop (1969) - Teenage Mother (1967) |

## Televisieseries
*Alleen rollen van vijf of meer afleveringen vermeld
- Modern Family - Frank Dunphy (2009-2020)
- Back to You - Marsh McGinley (2007-2008, zeventien afleveringen)
- King of the Hill - Officer Brown (2001-2008, zeven afleveringen)
- Everybody Loves Raymond - Hank MacDougall (2003-2005, dertien afleveringen)
- Saturday Night Live - 'Bear City' Narrator (2004-2005, vijf afleveringen)
- A Minute with Stan Hooper - Fred Hawkins (2003-2004, dertien afleveringen)
- Maybe It's Me - Jerry Stage (2001-2002, 22 afleveringen)
- Mad About You - Henry Vincent (1998-1999, vijf afleveringen)
- Roseanne - Scott (1995-1997, acht afleveringen)
- Fernwood 2 Night - Jerry Hubbard (1977, 25 afleveringen)

- Biblioteca Nacional de España: XX1616787
- Bibliothèque nationale de France: cb142392085 (data)
- Gemeinsame Normdatei: 1061506711
- International Standard Name Identifier: 0000 0001 1935 3808
- Library of Congress Control Number: no2002021920
- MusicBrainz: 82266326-8901-4d6e-864b-ec4c78ededfb
- Nationale Bibliotheek van Tsjechië: xx0149574
- Nationale bibliotheek van Australië: 42364512
- Istituto Centrale per il Catalogo Unico: RAVV381500
- Système universitaire de documentation: 244323097
- Trove: 1023815
- Virtual International Authority File: 63672309
- WorldCat: E39PBJv4j3vt3qJrrQVwVV6xjC